# Len Davies
 (juin 2019).
Si vous disposez d'ouvrages ou d'articles de référence ou si vous connaissez des sites web de qualité traitant du thème abordé ici, merci de compléter l'article en donnant les références utiles à sa vérifiabilité et en les liant à la section « Notes et références ».
Leonard Stephen Davies, né le 28 avril 1899 et décédé le 23 novembre 1945, est un footballeur international gallois.